# Robert Raymond (Radsportler)
Robert Raymond (* 14. April 1930 in Jambes) ist ein ehemaliger belgischer Radrennfahrer.

## Sportliche Laufbahn
Raymond war im Bahnradsport und im Straßenradsport aktiv. Er war Teilnehmer der Olympischen Sommerspiele 1952 in Helsinki. In der Mannschaftsverfolgung belegte der belgische Bahnvierer mit Gabriel Glorieux, José Pauwels, Robert Raymond und Paul Depaepe den 5. Rang.
Bei den nationalen Meisterschaften der Amateure gewann er 1952 den Titel in der Einerverfolgung vor José Pauwels.